# Kościół św. Bartłomieja w Borowinie
Kościół pw. św. Bartłomieja w Borowinie – kościół filialny parafii pw. Matki Bożej Bolesnej w Dzikowicach, dekanatu Szprotawa, diecezji zielonogórsko-gorzowskiej.

## Historia
jednonawowa budowla z kamienia polnego i cegły została wzniesiona u schyłku XIII w. w stylu wczesnogotyckim. Otacza go mur z tej samej epoki, w którym znajduje się  barokowa brama z XVI w. Po raz pierwszy został przebudowany w końcu XIV wieku. Kościół przez jakiś czas należał do gminy ewangelickiej, ale w 1654 roku został przejęty ponownie przez katolików. Po pożarze z XIX wieku pozostawał jako ruina, w latach 1975-1978 odbudowany staraniem parafii.

## Wyposażenie
We wnętrzu świątyni zachował się kamienny portal z 1584 roku oraz renesansowe płyty nagrobne.